# Jantikovskij rajon
Lo Jantikovskij rajon (in russo Янтиковский район?; in lingua ciuvascia: Тăвай районĕ) è un rajon della Repubblica Ciuvascia, nella Russia europea; il capoluogo è il villaggio di Jantikovo. Istituito il 1º marzo 1935, ricopre una superficie di 524,67 chilometri quadrati e ospita una popolazione di 12 720 abitanti. Il rajon è suddiviso in 10 insediamenti rurali. Il maggior fiume del territorio, la Kubnja, segna il confine orientale con il Tatarstan.